# 하쿠토-R 미션 2
하쿠토-R 미션 2 (레질리언스라고도 불림)는 2025년 1월 15일에 발사된 로봇 달 착륙 임무이다. 일본 기업 ispace가 개발한 이 착륙선은 회사의 유럽 자회사가 제조한 소형 탐사차와 다른 페이로드를 전달할 예정이었다. 하쿠토-R 미션 1과 마찬가지로, 이 임무는 달에서의 신뢰할 수 있는 운송 및 데이터 서비스 제공이라는 최종 목표를 가진 기술 시연 역할을 했다. 착륙선은 RESILIENCE라고 명명되었다. 예상 착륙 약 90초 전에 통신이 두절되었고 착륙선은 달에 추락한 것으로 보인다.

## 배경
이 프로젝트는 2023년 하쿠토-R 미션 1 이후 개발을 시작했다. 이 임무는 미션 1에서 수집된 비행 데이터를 바탕으로 업그레이드된 동일한 전체 설계를 사용했다.

## 착륙선 사양
RESILIENCE 착륙선은 높이 2.3 미터 (7 ft 7 in), 너비 2.3 미터 (7 ft 7 in)였고 무게는 340 킬로그램 (750 lb)이었다. 착륙선에는 현장 자원 활용 시연을 수행할 계획인 마이크로 로버가 포함되었다.

## 임무 타임라인

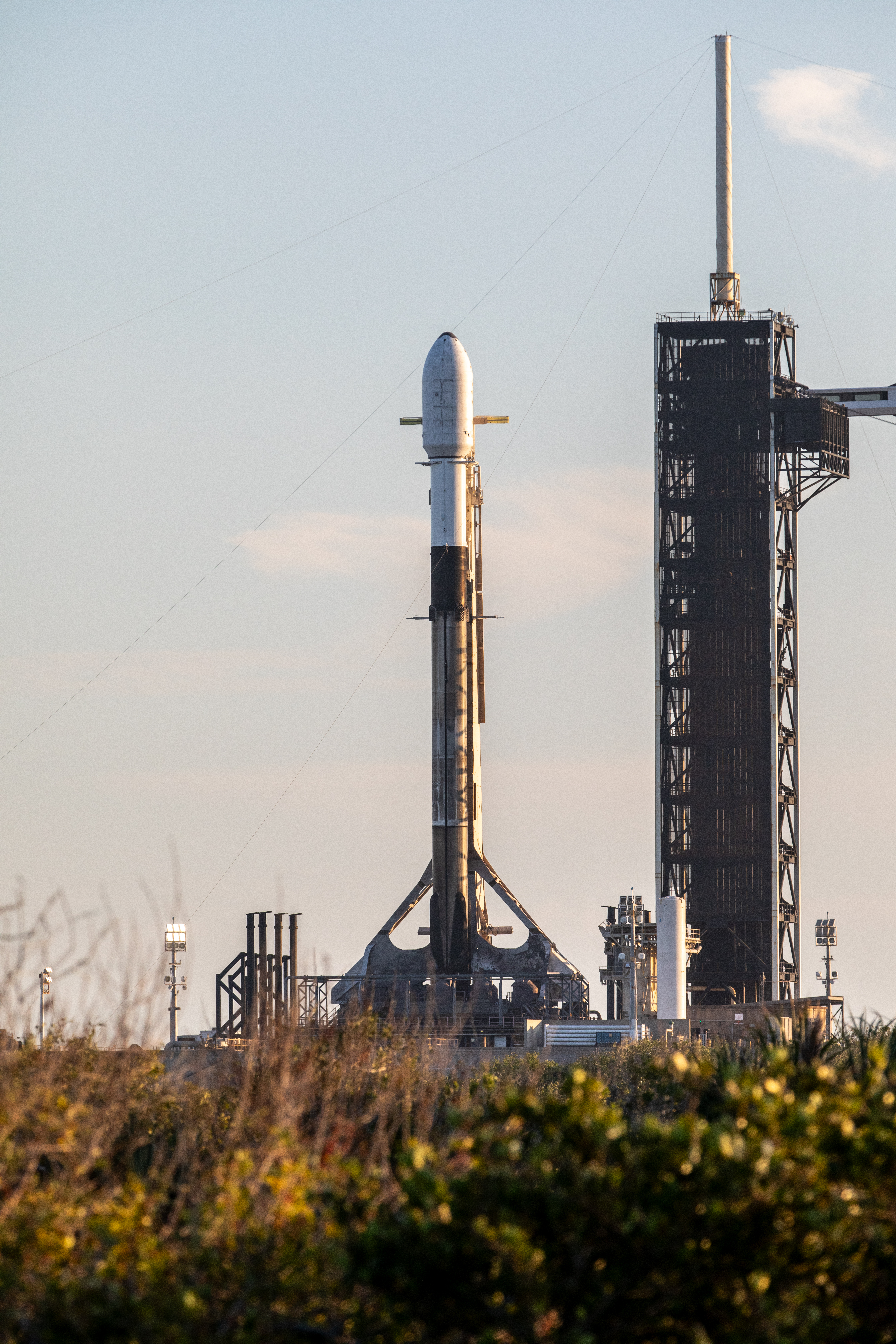
블루 고스트 미션 1 및 하쿠토-R 미션 2 발사 직전 케네디 우주 센터의 팰컨 9 로켓

착륙선은 2024년 6월에 성공적으로 진공 테스트를 완료했다. 나중에 착륙선에 통합될 탐사차는 2024년 8월에 완성되었다. 2024년 11월, 착륙선은 플로리다 발사장에 도착했다.
이 임무는 2025년 1월 15일 06:11:39 UTC (발사장 현지 시간 1:11:39 am EST)에 팰컨 9 블록 5 발사체로 발사되었다.
착륙선은 2월 15일까지 성공적으로 달 근접 비행을 수행했으며, 빠르면 6월 6일에 착륙할 것으로 예상되었다. 동시에 발사된 블루 고스트와의 착륙 날짜에 상당한 차이가 나는 것은 에너지를 절약하기 위해 더 긴 궤적을 선택했기 때문이다.
우주 탐사선은 5월 6일 성공적으로 달 궤도에 진입했다. 5월 28일, 우주선은 표면 약 100km 상공의 원형 달 궤도로 진입하는 궤도 제어 기동을 수행했다.
임무는 6월 5일 목요일 19:17 UTC에 착륙할 예정이었으며, 추위의 바다 중앙에 있는 주요 착륙 지점을 선택한 것으로 가정했다. ispace가 세 개의 백업 착륙 지점 중 하나를 사용하기로 결정했다면, 해당 시도는 다른 시간에 이루어졌을 것이다.
2025년 6월 5일, 착륙선은 착륙을 완료하지 못하고 달 표면에 충돌했다.

## 착륙 지점

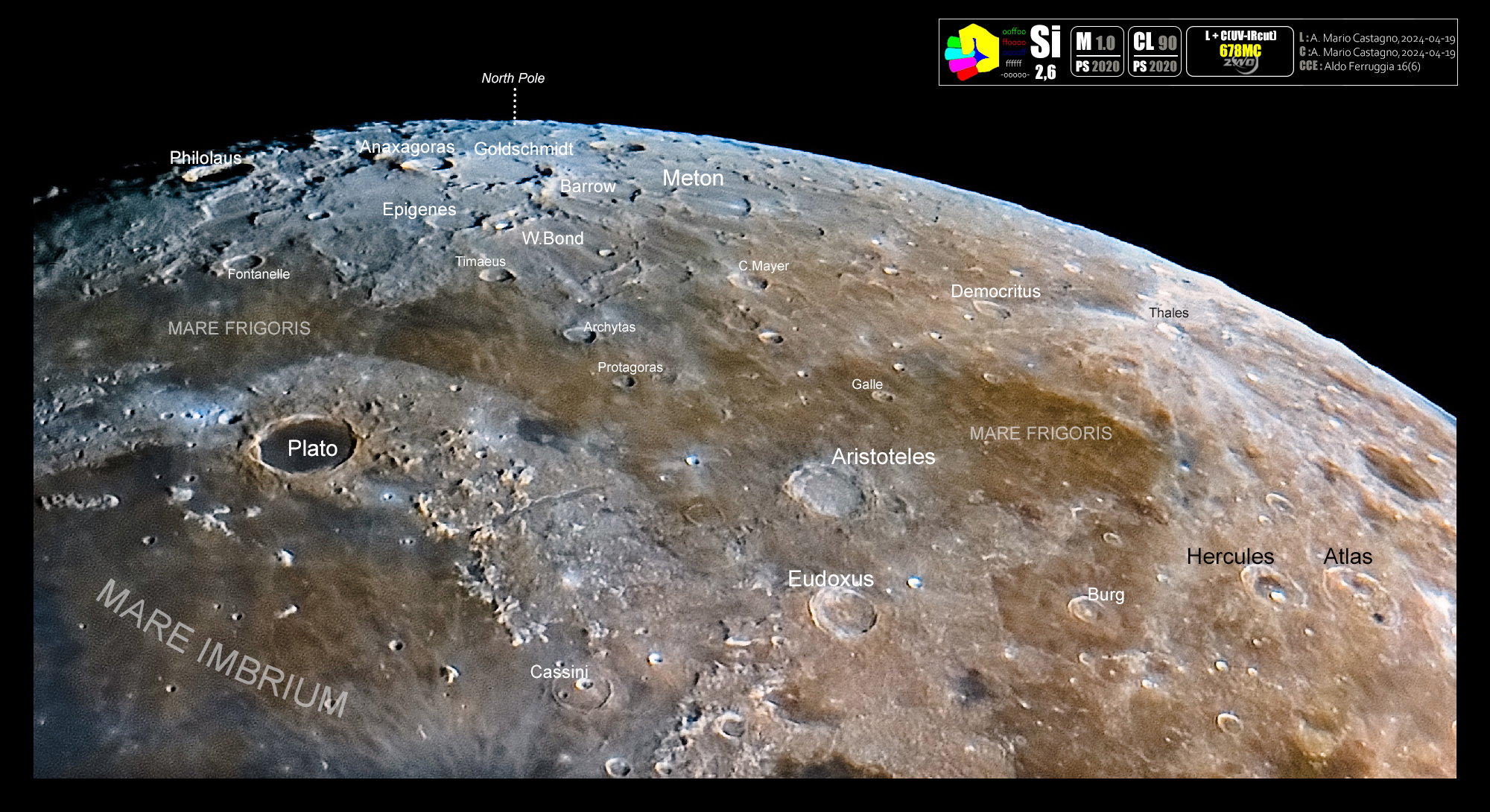
추위의 바다는 왼쪽 위에서 오른쪽 아래로 이어지는 어두운 띠이다

이 임무의 예정 착륙 지점은 추위의 바다의 북쪽 끝 (북위 60.5도, 서경 4.6도)으로, 지구에서 지속적인 시야 내 무선 통신이 가능한 북부 지역이다. 세 개의 백업 착륙 지점 또한 추위의 바다에 위치해 있다.
이곳은 2023년 하쿠토-R 미션 1이 목표로 삼았던 달의 같은 일반적인 지역이다. 그러나 ispace는 하쿠토-R 2를 아틀라스 분화구에 착륙시키려 시도하지 않았다.

## 페이로드

### 탐사차
이 임무에는 룩셈부르크에서 설계 및 제조된 5kg 무게의 탐사차인 TENACIOUS가 포함되었으며, 착륙선에서 달 표면으로 내려진 후 착륙 지점 주변을 탐사할 계획이었다. TENACIOUS는 최초의 유럽 제작 월면차이다. 이는 룩셈부르크 국가 우주 프로그램(LSA가 관리하고 ESA가 이행)의 공동 자금 지원으로 개발되었다.
이 탐사차는 미카엘 옌베리가 설계한 팔루 빨간색 미니어처 오두막 예술 작품인 문하우스(Moonhouse)를 싣고 있었다.

### 착륙선 페이로드
탐사차 외에도 RESILIENCE 착륙선은 타카사고 열공학(Takasago Thermal Engineering Co.), 유글레나(Euglena Co.), 국립 중앙 대학, 퀀텀 에어로스페이스(Quantum Aerospace), 반다이 남코 연구소(Bandai Namco Research Institute, Inc.)의 페이로드를 실었다. 착륙선은 또한 유네스코가 개발한 메모리 디스크를 실었는데, 여기에는 275개 언어와 문화유산이 담겨 있다.

## 통신
유럽 우주국(ESA)은 ESTRACK 안테나 네트워크를 사용하여 통신 서비스를 제공함으로써 임무 운영을 지원했다. 탐사차 TENACIOUS는 룩셈부르크에 있는 ispace Europe SA의 통제 센터에서 제어될 예정이었다. 명령은 먼저 독일의 ESA의 ESOC로 전송된 다음, ESTRACK 안테나를 통해 달로 중계될 예정이었다. 예상 착륙 직전 통신이 두절되었고, 이는 착륙선이 달에 추락했기 때문인 것으로 보인다.

## 같이 보기
- 달 탐사선 목록